# Bergssprängningen
Bergssprängningen kallades skämtsamt sista fasen av 1875 års långvariga svenska regeringskris.
Då avgick nämligen 11 maj förutom justitiestatsminister Edvard Carleson och finansminister Gustaf Åkerhielm som begärt avsked i mars respektive april statsråden Axel Bergström, Gunnar Wennerberg och Karl Johan Berg. Därmed sprängdes den högbyråkratiska "1870 års konselj" och lämnade plats för Louis de Geers andra regering. Det sades att Åkerhielm varit sprängsatsen men själv flugit i luften.